# 金田祐幸
金田 祐幸（かねだ ひろゆき、1979年7月20日 - ）は、テレビ新広島の報道部記者・県政キャップ、元アナウンサー。東京都府中市出身。血液型はA型。なお「祐」の字は、正式には「示」へんに「右」と書く。

## 人物
早稲田大学商学部を卒業後、2002年4月にテレビ新広島に入社。スポーツ中継の実況などを務め、2015年3月30日からみんなのテレビ (テレビ新広島)のメインキャスターを平日に担当している。2018年4月2日からは引き続きTSSプライムニュース・TSSプライムフライデーのメインキャスターを担当。
早稲田大学では、ミュージカルサークル「オムニバス」に所属しミュージカル俳優をしており、そこで妻と出会った。ミュージカル俳優をやった土壌は子供の頃に親とミュージカルの舞台を観劇しており家で1人でミュージカルのまねっこをして遊んでいたこと。
趣味は音楽鑑賞・観劇・バスケットボール・ビリヤード。
2017年4月8日、MAZDA Zoom-Zoom スタジアム広島で行われた広島東洋カープ対東京ヤクルトスワローズ戦の始球式で衣笠梨代アナウンサーがピッチャーを務め、キャッチャーを金田が務めた。
2023年2月から報道部に異動したが、一部の番組には引き続き出演している。

## 現在の出演番組
- TSSライク!（県政キャップ）
- 広島県議会ダイジェスト（2021年7月 - ）司会

## 過去の出演番組
- テレビ探検隊ニュース
- 坂田信弘のゴルフ開眼塾
- 村口史子の楽しいゴルフ
- 道楽のココロ（ナレーション）
- TSS全力応援!Carp中継　他スポーツ中継
- TSSスーパーニュース MC　平日 16:50 - 19:00
- 情報チャージ 知りため!（2010年4月10日 - 2012年3月24日） MC
- 知りため!プラス（2012年4月14日 - 2015年3月21日） MC
- FNN選挙特番 ニッポンの決断!2017（2017年10月22日） 広島ローカルパートMC
- みんなのテレビ (テレビ新広島)（2015年3月30日 - ） MC　平日 16:48 - 19:00
- TSSスピークFNN[5]
- TSSプライムニュース デイズ（2018年4月 - 2019年3月）
- TSSプライムニュース ナイト（2018年4月 - 2019年3月）
- TSSプライムイブニング（2018年4月 - 2019年3月）
- TSSプライムニュース（2018年4月2日 - 2021年2月18日） MC 月-木曜
- TSSプライムフライデー（2018年4月 - 2021年2月）MC 金曜
- Live選挙サンデー 令和の大問題追跡SP（2019年7月21日）広島ローカルパートMC
- 広島市原爆死没者慰霊式 並びに 平和祈念式中継（2019年8月6日）副音声 式典実況
- カープ＆サンフレ大集合!マリモpresents第24回 広島県スポーツ振興チャリティーゴルフ大会（2020年1月5日）進行
- TSSライク!参議院広島選挙区再選挙 報道特番（2021年4月25日）県政キャップ[6] 選挙担当
- Live選挙サンデー TSS参院選特番（2022年7月10日）三上絵里選挙事務所から生中継
- TSS Live News days（平日）
- FNN TSS Live News イット! （土日）
- TSSニュース ナイト